# Peter Thomas (futbolista)
Peter Thomas (Coventry, Inglaterra, 20 de noviembre de 1944 – Londres, 19 de enero de 2023) fue un futbolista y entrenador británico que jugaba en la posición de guardameta en la República de Irlanda. Fue un futbolista que jugó como portero en Inglaterra, Irlanda y Estados Unidos. Nacido en Inglaterra, hizo dos apariciones con la selección nacional de la República de Irlanda. Es considerado como el mejor guardameta de la historia en la Liga de Irlanda.

## Carrera en el club
En 1962, Thomas se unió a Coventry GEC, jugando con ellos hasta 1966. Ese año, jugó un partido para Coventry City. Fue cedido al Waterford FC en 1967, donde hizo trece apariciones. Coventry City lo transfirió a Waterford en el verano de 1967 y se quedó con los Blues hasta 1975. Thomas está asociado con traer un nuevo estilo de portero a la Liga de Irlanda. Rara vez pateaba la pelota a la ofensiva, lanzando cuando era posible con gran precisión. También representó a la Liga de Irlanda XI y ganó cinco medallas de liga y una medalla de la Copa FAI y jugó en 12 partidos de la Copa de Europa para Waterford.
En 1975, se mudó a los Estados Unidos donde jugó para los Washington Diplomats de la North American Soccer League. En 1976, se mudó a los Utah Golden Spikers.  [2] Regresó a la NASL en 1977 con Las Vegas Quicksilvers. The Diplomats habían cambiado los derechos de Thomas y Gerry Ingram por el Quicksilver a cambio de Peter Silvester en noviembre de 1976. [3] Terminó su carrera en América del Norte con el Sacramento Gold de la ASL en 1978. En el otoño de 1978, regresó a Irlanda donde se reincorporó al Waterford FC.

## Carrera internacional
Nacido en Inglaterra, Thomas jugó dos veces con la República de Irlanda después de convertirse en ciudadano irlandés. Debutó en 1973 contra Polonia, manteniendo la portería a cero pero teniendo que salir en el descanso por una contractura  muscular severa en el abdomen. Su segundo partido internacional fue contra Brasil en 1974. Volvió a la ASL en 1975, esta vez con Sacramento Gold.
Thomas asumió el cargo de entrenador del Waterford United FC en agosto de 1988, pero renunció en diciembre debido a presiones laborales.

## Muerte
Peter Thomas falleció el 19 de enero de 2023 en Londres. No se informó de las causas de su fallecimiento.

## Carrera

### Club
| Periodo   | Club                    | Apariciones |
| --------- | ----------------------- | ----------- |
| 1966–1967 | Coventry City FC        | 1           |
| 1967      | → Waterford FC (cedido) | 10          |
| 1967–1975 | Waterford FC            | 193         |
| 1975      | Washington Diplomats    | 6           |
| 1975–1976 | Waterford FC            | 26          |
| 1976      | Utah Golden Spikers     | 20          |
| 1976–1977 | Waterford FC            | 24          |
| 1977      | Las Vegas Quicksilvers  | 4           |
| 1977–1978 | Waterford FC            | 28          |
| 1978      | Sacramento Gold         | 17          |
| 1978–1982 | Waterford FC            | 114         |
| 1982–1984 | Galway United FC        | 52          |
| 1984–1985 | Drogheda United FC      | 18          |

### Selección nacional
Jugó para Irlanda por primera vez en 1973 en un partido amistoso ante Polonia, el cual abandonó al medio tiempo por un problema estomacal. Jugaría con la selección nacional nuevamente en 1974 ante Brasil.

## Logros

### Club
- League of Ireland: 1967–68, 1968–69, 1969–70, 1971–72, 1972–73
- FAI Cup: 1980

### Individual
- Personalidad del Año por la SWAI: 1969–70